# CONCACAF Gold Cup 2017/Gruppe C
| Pl. | Land        | Sp. | S | U | N | Tore    | Diff. | Punkte |
| --- | ----------- | --- | - | - | - | ------- | ----- | ------ |
| 1.  | Mexiko      | 3   | 2 | 1 | 0 | 005:100 | +4    | 07     |
| 2.  | Jamaika     | 3   | 1 | 2 | 0 | 003:100 | +2    | 05     |
| 3.  | El Salvador | 3   | 1 | 1 | 1 | 004:400 | ±0    | 04     |
| 4.  | Curaçao     | 3   | 0 | 0 | 3 | 000:600 | −6    | 0      |

Die Gruppe C des CONCACAF Gold Cups 2017 war eine von drei Gruppen des Turniers. Die ersten beiden Spiele wurden am 9. Juli 2017 ausgetragen, der letzte Spieltag fand am 16. Juli 2017 statt. Die Gruppe bestand aus den Nationalmannschaften aus Mexiko, El Salvador, Curaçao und Jamaika.

## Curaçao – Jamaika 0:2 (0:0)
| Curaçao                                                                              | Curaçao | Jamaika | Jamaika | Aufstellung                       |
| ------------------------------------------------------------------------------------ | --- | --- | ------- | --------------------------------- |
| Curaçao                                                                              | \| 1. Spieltag \| \| 9. Juli 2017 um 16:00 Uhr (10. Juli, 01:00 Uhr MESZ) in San Diego (Qualcomm Stadium) \| \| Zuschauer: 53.133 \| \| Schiedsrichter: Armando Villarreal ( Vereinigte Staaten) \| \| Spielbericht \|                                                                            | \| 1. Spieltag \| \| 9. Juli 2017 um 16:00 Uhr (10. Juli, 01:00 Uhr MESZ) in San Diego (Qualcomm Stadium) \| \| Zuschauer: 53.133 \| \| Schiedsrichter: Armando Villarreal ( Vereinigte Staaten) \| \| Spielbericht \|                                                  | Jamaika | Aufstellung Curaçao gegen Jamaika |
| Curaçao                                                                              | Eloy Room – Cuco Martina , Darryl Lachman, Quentin Jakoba, Gillian Justiana – Dustley Mulder (72. Michaël Maria), Leandro Bacuna, Gevaro Nepomuceno – Rangelo Janga, Jarchinio Antonia (66. Gino van Kessel), Elson Hooi (84. Felitciano Zschusschen) Cheftrainer: Remko Bicentini ( Niederlande) | Andre Blake – Alvas Powell (83. Cory Burke), Damion Lowe, Jermaine Taylor, Kemar Lawrence – Kevon Lambert, Je-Vaughn Watson – Oniel Fisher, Jermaine Johnson (59. Darren Mattocks), Owayne Gordon – Romario Williams (74. Michael Binns) Cheftrainer: Theodore Whitmore | Jamaika | Aufstellung Curaçao gegen Jamaika |
| Curaçao                                                                              | 0:1 Williams (58.) 0:2 Mattocks (73.) | | Jamaika | Aufstellung Curaçao gegen Jamaika |
| Curaçao                                                                              | Justiana (45.), Bacuna (72.) | Lawrence (67.) | Jamaika | Aufstellung Curaçao gegen Jamaika |
| Curaçao                                                                              | Spieler des Spiels: Andre Blake (Jamaika) | | Jamaika | Aufstellung Curaçao gegen Jamaika |
| 1. Spieltag                                                                          | | |         |                                   |
| 9. Juli 2017 um 16:00 Uhr (10. Juli, 01:00 Uhr MESZ) in San Diego (Qualcomm Stadium) | | |         |                                   |
| Zuschauer: 53.133                                                                    | | |         |                                   |
| Schiedsrichter: Armando Villarreal ( Vereinigte Staaten)                             | | |         |                                   |
| Spielbericht                                                                         | | |         |                                   |

## Mexiko – El Salvador 3:1 (2:1)
| Mexiko                                                                               | Mexiko | El Salvador | El Salvador | Aufstellung                          |
| ------------------------------------------------------------------------------------ | --- | --- | ----------- | ------------------------------------ |
| Mexiko                                                                               | \| 1. Spieltag \| \| 9. Juli 2017 um 18:30 Uhr (10. Juli, 03:30 Uhr MESZ) in San Diego (Qualcomm Stadium) \| \| Zuschauer: 53.133 \| \| Schiedsrichter: Óscar Moncada ( Honduras) \| \| Spielbericht \|                                                                              | \| 1. Spieltag \| \| 9. Juli 2017 um 18:30 Uhr (10. Juli, 03:30 Uhr MESZ) in San Diego (Qualcomm Stadium) \| \| Zuschauer: 53.133 \| \| Schiedsrichter: Óscar Moncada ( Honduras) \| \| Spielbericht \|                                                                       | El Salvador | Aufstellung Mexiko gegen El Salvador |
| Mexiko                                                                               | Jesús Corona – Hedgardo Marín, Edson Álvarez, Hugo Ayala , Luis Reyes (46. Orbelín Pineda) – Jorge Hernández (46. Jesús Molina), Jesús Dueñas, Jesús Gallardo – Elías Hernández, Ángel Sepúlveda (70. Erick Gutiérrez), Rodolfo Pizarro Cheftrainer: Luis Pompilio Páez ( Kolumbien) | Benji Villalobos (76. Derby Carrillo) – Bryan Tamacas, Henry Romero, Iván Mancía, Alexander Larín – Narciso Orellana, Darwin Cerén – Gerson Mayen (65. Óscar Cerén), Andrés Flores (59. Denis Pineda), Nelson Bonilla – Rodolfo Zelaya Cheftrainer: Eduardo Lara ( Kolumbien) | El Salvador | Aufstellung Mexiko gegen El Salvador |
| Mexiko                                                                               | 1:0 Marín (8.) 2:1 E. Hernández (29.) 3:1 Pineda (55.) | 1:1 Bonilla (10.) | El Salvador | Aufstellung Mexiko gegen El Salvador |
| Mexiko                                                                               | Reyes (15.), J. Hernández (34.), Dueñas (87.) | Mancía (50.), D. Cerén (71.) | El Salvador | Aufstellung Mexiko gegen El Salvador |
| Mexiko                                                                               | Spieler des Spiels: Elías Hernández (Mexiko) | | El Salvador | Aufstellung Mexiko gegen El Salvador |
| 1. Spieltag                                                                          | | |             |                                      |
| 9. Juli 2017 um 18:30 Uhr (10. Juli, 03:30 Uhr MESZ) in San Diego (Qualcomm Stadium) | | |             |                                      |
| Zuschauer: 53.133                                                                    | | |             |                                      |
| Schiedsrichter: Óscar Moncada ( Honduras)                                            | | |             |                                      |
| Spielbericht                                                                         | | |             |                                      |

## El Salvador – Curaçao 2:0 (2:0)
| El Salvador                                                                              | El Salvador | Curaçao | Curaçao | Aufstellung                           |
| ---------------------------------------------------------------------------------------- | --- | --- | ------- | ------------------------------------- |
| El Salvador                                                                              | \| 2. Spieltag \| \| 13. Juli 2017 um 18:00 Uhr (14. Juli, 02:00 Uhr MESZ) in Denver (Sports Authority Field) \| \| Zuschauer: 49.121 \| \| Schiedsrichter: Héctor Rodríguez ( Honduras) \| \| Spielbericht \|                                                                  | \| 2. Spieltag \| \| 13. Juli 2017 um 18:00 Uhr (14. Juli, 02:00 Uhr MESZ) in Denver (Sports Authority Field) \| \| Zuschauer: 49.121 \| \| Schiedsrichter: Héctor Rodríguez ( Honduras) \| \| Spielbericht \|                                                                             | Curaçao | Aufstellung El Salvador gegen Curaçao |
| El Salvador                                                                              | Derby Carrillo – Bryan Tamacas, Henry Romero, Iván Mancía, Alexander Larín – Narciso Orellana (77. Richard Menjívar), Darwin Cerén – Gerson Mayen (56. Andrés Flores), Nelson Bonilla, Denis Pineda (83. Junior Burgos) – Rodolfo Zelaya Cheftrainer: Eduardo Lara ( Kolumbien) | Eloy Room – Juriën Gaari, Darryl Lachman, Quentin Jakoba (61. Michaël Maria), Gillian Justiana – Dustley Mulder, Leandro Bacuna, Gevaro Nepomuceno – Jarchinio Antonia (74. Quenten Martinus), Elson Hooi (46. Gino van Kessel), Rangelo Janga Cheftrainer: Remko Bicentini ( Niederlande) | Curaçao | Aufstellung El Salvador gegen Curaçao |
| El Salvador                                                                              | 1:0 Mayen (21.) 2:0 Zelaya (24.) | | Curaçao | Aufstellung El Salvador gegen Curaçao |
| El Salvador                                                                              | Larín (85.) | | Curaçao | Aufstellung El Salvador gegen Curaçao |
| El Salvador                                                                              | Spieler des Spiels: Rodolfo Zelaya (El Salvador) | | Curaçao | Aufstellung El Salvador gegen Curaçao |
| 2. Spieltag                                                                              | | |         |                                       |
| 13. Juli 2017 um 18:00 Uhr (14. Juli, 02:00 Uhr MESZ) in Denver (Sports Authority Field) | | |         |                                       |
| Zuschauer: 49.121                                                                        | | |         |                                       |
| Schiedsrichter: Héctor Rodríguez ( Honduras)                                             | | |         |                                       |
| Spielbericht                                                                             | | |         |                                       |

## Mexiko – Jamaika 0:0
| Mexiko                                                                                  | Mexiko | Jamaika | Jamaika | Aufstellung                      |
| --------------------------------------------------------------------------------------- | --- | --- | ------- | -------------------------------- |
| Mexiko                                                                                  | \| 2. Spieltag \| \| 13. Juli 2017 um 20:30 Uhr (9. Juli, 04:30 Uhr MESZ) in Denver (Sports Authority Field) \| \| Zuschauer: 49.121 \| \| Schiedsrichter: Ricardo Montero ( Costa Rica) \| \| Spielbericht \|                                                                      | \| 2. Spieltag \| \| 13. Juli 2017 um 20:30 Uhr (9. Juli, 04:30 Uhr MESZ) in Denver (Sports Authority Field) \| \| Zuschauer: 49.121 \| \| Schiedsrichter: Ricardo Montero ( Costa Rica) \| \| Spielbericht \|                                                          | Jamaika | Aufstellung Mexiko gegen Jamaika |
| Mexiko                                                                                  | Moisés Muñoz – Edson Álvarez, Hedgardo Marín, Hugo Ayala , Orbelín Pineda – Rodolfo Pizarro (46. César Montes), Jesús Molina, Jesús Dueñas (67. Martín Barragán) – Elías Hernández (76. Erick Gutiérrez), Erick Torres, Jesús Gallardo Cheftrainer: Luis Pompilio Páez ( Kolumbien) | Andre Blake – Alvas Powell, Damion Lowe, Jermaine Taylor, Kemar Lawrence – Oniel Fisher, Kevon Lambert, Je-Vaughn Watson, Michael Binns (75. Ewan Grandison) – Darren Mattocks (90.+4' Jermaine Johnson), Cory Burke (88. Owayne Gordon) Cheftrainer: Theodore Whitmore | Jamaika | Aufstellung Mexiko gegen Jamaika |
| Mexiko                                                                                  | Lambert (32.), Blake (57.), Binns (63.) | | Jamaika | Aufstellung Mexiko gegen Jamaika |
| Mexiko                                                                                  | Spieler des Spiels: Hedgardo Marín (Mexiko) | | Jamaika | Aufstellung Mexiko gegen Jamaika |
| 2. Spieltag                                                                             | | |         |                                  |
| 13. Juli 2017 um 20:30 Uhr (9. Juli, 04:30 Uhr MESZ) in Denver (Sports Authority Field) | | |         |                                  |
| Zuschauer: 49.121                                                                       | | |         |                                  |
| Schiedsrichter: Ricardo Montero ( Costa Rica)                                           | | |         |                                  |
| Spielbericht                                                                            | | |         |                                  |

## Jamaika – El Salvador 1:1 (0:1)
| Jamaika                                                                          | Jamaika | El Salvador | El Salvador | Aufstellung                           |
| -------------------------------------------------------------------------------- | --- | --- | ----------- | ------------------------------------- |
| Jamaika                                                                          | \| 3. Spieltag \| \| 16. Juli 2017 um 17:00 Uhr (17. Juli, 00:00 Uhr MESZ) in San Antonio (Alamodome) \| \| Zuschauer: 44.323 \| \| Schiedsrichter: Jair Marrufo Vereinigte Staaten \| \| Spielbericht \|                                        | \| 3. Spieltag \| \| 16. Juli 2017 um 17:00 Uhr (17. Juli, 00:00 Uhr MESZ) in San Antonio (Alamodome) \| \| Zuschauer: 44.323 \| \| Schiedsrichter: Jair Marrufo Vereinigte Staaten \| \| Spielbericht \|                                                                   | El Salvador | Aufstellung Jamaika gegen El Salvador |
| Jamaika                                                                          | Andre Blake – Alvas Powell, Damion Lowe, Jermaine Taylor, Kemar Lawrence – Oniel Fisher (65. Michael Binns), Je-Vaughn Watson – Kevon Lambert, Romario Williams – Darren Mattocks, Cory Burke (46. Owayne Gordon) Cheftrainer: Theodore Whitmore | Derby Carrillo – Bryan Tamacas, Henry Romero, Iván Mancía, Rubén Marroquín – Narciso Orellana (87. Harold Alas), Darwin Cerén – Gerson Mayen (70. Óscar Cerén), Nelson Bonilla (81. Richard Menjívar), Denis Pineda – Rodolfo Zelaya Cheftrainer: Eduardo Lara ( Kolumbien) | El Salvador | Aufstellung Jamaika gegen El Salvador |
| Jamaika                                                                          | 1:1 Mattocks (64.) | 0:1 Bonilla (15.) | El Salvador | Aufstellung Jamaika gegen El Salvador |
| Jamaika                                                                          | Williams (47.) | Orellana (63.) | El Salvador | Aufstellung Jamaika gegen El Salvador |
| Jamaika                                                                          | Spieler des Spiels: Nelson Bonilla (El Salvador) | | El Salvador | Aufstellung Jamaika gegen El Salvador |
| 3. Spieltag                                                                      | | |             |                                       |
| 16. Juli 2017 um 17:00 Uhr (17. Juli, 00:00 Uhr MESZ) in San Antonio (Alamodome) | | |             |                                       |
| Zuschauer: 44.323                                                                | | |             |                                       |
| Schiedsrichter: Jair Marrufo Vereinigte Staaten                                  | | |             |                                       |
| Spielbericht                                                                     | | |             |                                       |

## Curaçao – Mexiko 0:2 (0:1)
| Curaçao                                                                         | Curaçao | Mexiko | Mexiko | Aufstellung                      |
| ------------------------------------------------------------------------------- | --- | --- | ------ | -------------------------------- |
| Curaçao                                                                         | \| 3. Spieltag \| \| 16. Juli 2017 um 19:30 Uhr (9. Juli, 02:30 Uhr MESZ) in San Antonio (Alamodome) \| \| Zuschauer: 44.232 \| \| Schiedsrichter: Kimbell Ward St. Kitts und Nevis \| \| Spielbericht \|                                                                                   | \| 3. Spieltag \| \| 16. Juli 2017 um 19:30 Uhr (9. Juli, 02:30 Uhr MESZ) in San Antonio (Alamodome) \| \| Zuschauer: 44.232 \| \| Schiedsrichter: Kimbell Ward St. Kitts und Nevis \| \| Spielbericht \|                                                                                   | Mexiko | Aufstellung Curaçao gegen Mexiko |
| Curaçao                                                                         | Eloy Room – Shanon Carmelia, Darryl Lachman, Ayrton Statie (90. Rangelo Janga), Michaël Maria – Dustley Mulder, Leandro Bacuna, Quenten Martinus – Jarchinio Antonia (71. Ashar Bernardus), Gevaro Nepomuceno (83. Elson Hooi), Gino van Kessel Cheftrainer: Remko Bicentini ( Niederlande) | José de Jesús Corona – Luis Rodríguez (57. Elías Hernández), Jair Pereira, César Montes, Luis Reyes – Jorge Hernández, Orbelín Pineda (74. Jesús Gallardo), Erick Gutiérrez – Raúl López, Martín Barragán (66. Edson Álvarez), Ángel Sepúlveda Cheftrainer: Juan Carlos Osorio ( Kolumbien) | Mexiko | Aufstellung Curaçao gegen Mexiko |
| Curaçao                                                                         | 0:1 Sepúlveda (22.) 0:2 Álvarez (90+1.) | | Mexiko | Aufstellung Curaçao gegen Mexiko |
| Curaçao                                                                         | Spieler des Spiels: José de Jesús Corona (Mexiko) | | Mexiko | Aufstellung Curaçao gegen Mexiko |
| 3. Spieltag                                                                     | | |        |                                  |
| 16. Juli 2017 um 19:30 Uhr (9. Juli, 02:30 Uhr MESZ) in San Antonio (Alamodome) | | |        |                                  |
| Zuschauer: 44.232                                                               | | |        |                                  |
| Schiedsrichter: Kimbell Ward St. Kitts und Nevis                                | | |        |                                  |
| Spielbericht                                                                    | | |        |                                  |